# Geranium biuncinatum
Geranium biuncinatum är en näveväxtart som beskrevs av Kokwaro. Geranium biuncinatum ingår i släktet nävor, och familjen näveväxter. Inga underarter finns listade i Catalogue of Life.